# Герман Гаррендорф
Герман Гаррендорф (нім. Hermann Harrendorf; 18 травня 1896, Альтона — 27 березня 1966, Гамбург) — німецький воєначальник, генерал-майор вермахту. Кавалер Лицарського хреста Залізного хреста.

## Біографія
22 червня 1915 року вступив у піхотний полк «Граф Бозе» (1-й тюринзький) №31. Учасник Першої світової війни, в 1918 році призначений командиром роти свого полку. В грудні 1918 року демобілізований. 16 жовтня 1933 року вступив в земельну оборону. 1 жовтня 1935 року зарахований на дійсну службу.
З 26 серпня 1939 року — командир 4-ї, з 29 вересня 1940 року — 12-ї роти, з 8 вересня 1941 року — 3-го, з 4 травня 1942 року — 2-го батальйону 469-го піхотного полку 269-ї піхотної дивізії. З 18 грудня 1942 року — навчальний керівник авіапольової дивізії. З 1 липня 1943 по 27 вересня 1944 року — командир 334-го фузілерного полку. З 19 жовтня по 15 листопада пройшов курс командира дивізії. З 1 грудня 1944 року — командир 96-ї піхотної дивізії. 9 травня 1945 року взятий в полон. 14 травня 1948 року звільнений.

## Звання
- Стрілець (22 червня 1915)
- Єфрейтор (15 лютого 1916)
- Унтерофіцер (26 жовтня 1916)
- Віцефельдфебель (1 вересня 1917)
- Лейтенант резерву (19 червня 1918)
- Лейтенант резерву у відставці (16 жовтня 1933)
- Лейтенант резерву (1 жовтня 1935)
- Оберлейтенант резерву (18 січня 1937)
- Гауптман резерву (1 січня 1939)
- Майор резерву (1 січня 1942)
- Майор (1 липня 1943)
- Оберстлейтенант (1 вересня 1943)
- Оберст (1 квітня 1944)
- Генерал-майор (30 січня 1945)

## Нагороди
- Залізний хрест 2-го класу
- Німецький кінний знак
- Почесний хрест ветерана війни з мечами
- Медаль «За вислугу років у Вермахті» 4-го класу (4 роки)
- Медаль «За Атлантичний вал»
- Застібка до Залізного хреста 2-го класу (30 травня 1940)
- Залізний хрест 1-го класу (14 вересня 1941)
- Штурмовий піхотний знак в сріблі (15 лютого 1942)
- Лицарський хрест Залізного хреста (16 лютого 1942) — вручений генерал-майором Ернстом фон Лейзером.
- Медаль «За зимову кампанію на Сході 1941/42» (31 липня 1942)
- Нагрудний знак ближнього бою в бронзі (20 червня 1943)
- Нагрудний знак «За поранення» в чорному